# Grbavce
Pour les articles homonymes, voir Grbavče.
Grbavce (en serbe cyrillique : Грбавце ; en albanais : Gërbaci) est un village de Serbie situé dans la municipalité de Medveđa, district de Jablanica. Au recensement de 2011, il comptait 40 habitants.
La Jablanica prend sa source près de Grbavce.

## Démographie
| 1948 | 1953 | 1961 | 1971 | 1981 | 1991 | 2002 | 2011 |
| ---- | ---- | ---- | ---- | ---- | ---- | ---- | ---- |
| 639  | 715  | 807  | 828  | 750  | 252  | 276  | 40   |

|  |